# Памятник Павловским гренадерам на Бородинском поле
Памятник Павловским гренадерам — памятник, установленный в военно-историческом музее-заповеднике на Бородинском поле военнослужащими лейб-гвардии Павловского полка.
В 100-летия Бородинского сражения, в воспоминание об участии погибших офицерах и нижних чинах лейб-гвардии Павловского полка в Бородинском сражении 1812 года, на холме у деревни Утицы поставлен 26 августа 1911 года и освящён епископом Можайским — Василием, памятник, на пожертвования офицеров и нижних чинов лейб-гвардии Павловского полка. В Бородинском сражении Павловский гренадерский полк защищал Утицкий курган и участвовал в отражении атак польского корпуса генерала Юзефа Понятовского.

## Описание памятника
Памятник сооружён архитектором Владимиром Александровичем Ивановым и представляет собой высокую камень-скалу из чёрного гранита. На передней стороне вверху памятника высечена «гренадерка» — боевая эмблема павловцев, а внизу надпись: Л-Гв. Павловский полк — славным предкам павловским гренадерам. 1812—1912. На противоположной стороне вверху высечен — Прейсиш-Эйлаусский крест (полковой нагрудный знак), а внизу в тринадцать строк имена убитых и раненых офицеров и количество выбывших из строя нижних чинов: 26 августа 1812 г., в сражении при Бородине убиты: подпоручик Павел Бычинский, смертельно ранены: поручик Александр Баженов, прапорщик Павел Карпов 2-й, ранены: полковой командир полковник Егор Рихтер, капитаны Александр Акутин, Фёдор Ширман 2-й, штабс-капитаны: Роман Гаврилюков, Александр Крылов, поручик Александр Анзерин, подпоручики Фёдор Хорошевич, Иван Ступаков. Выбыло из строя нижних чинов 312, из них убито 21.